# RešParD
RešParD, slovenska skupina iz Savinjske doline, ki izvaja zabavno glasbo.

## O skupini
Ideja o skupini se je leta 2005 porodila Robiju in Dejanu Cokanu ter Primožu Kronovšku. Dobro leto kasneje so jo tudi uresničili. Začeli so ustvarjati glasbo, ki je mešanica rapa, popa in hip-hopa. Ko so ugotovili, da sami trije ne bodo zmogli, so v svoje vrste povabili Nejca Planinca, ki je zapolnil vrzel na klaviaturah in vnesel mnogo glasbenega znanja. Še vedno pa je nekaj manjkalo, zato so v začetku marca leta 2007 v band povabili basista Mitjo Glasenčnika. Tedaj je bila melodija popolna in od takrat je bila skupina RešParD v popolni sestavi. 
5. decembra je skupina na tržišče poslala svoj prvenec RešPard na katerem je 10 avtorskih skladb. V besedilih prevladuje sicer šport, najdejo pa se tudi ljubezenske tematike, socialni problemi, zabave, itd. Maja 2008 so posneli svoj prvi spot za skladbo »Kje si«.
V začetku septembra 2008 je skupino zapustil Dejan Cokan, tako da skupina svojo pot nadaljuje kot četverica. Septembra so tako predstavili novo skladbo »Naravne nesreče« za katero so prav tako posneli videospot. Sledil je krajši premor, nato pa se je skupina vrnila na slovensko glasbeno sceno z novim komadom Facenet, ki govori o pretirani uporabi interneta in družabnih portalov. Za omenjeno pesem so v začetku septembra predstavili tudi svoj tretji videospot.

## Diskografija
- RešParD (5. december 2007)
  - RešParD
  - Mlade Dni
  - Stvar
  - Živa Resnica
  - Gremo Na Žur
  - Ljubezen
  - Narobe Šport
  - Kje Si
  - Tenis
  - Fakulteta Za Šport

- Nove pesmi
  - Avanture Na Morju
  - Naravne Nesreče
  - Mladi Frajerji
  - Facenet